# Markregatta
De Markregatta is een jaarlijkse roeiwedstrijd die sinds 2004 wordt georganiseerd door Roeivereniging Breda.
Het is een wedstrijd over een afstand van 5 kilometer waar steeds twee ploegen boord-aan-boord starten. Er zijn twee heats met voldoende tussentijd om dubbel te starten.De start vindt plaats onder de brug van de HSL-Zuid. Voor de koningsnummers, de dames- en heren-acht, worden extra prijzen uitgereikt. Voor de beste vereniging van de Zuidelijke Roeibond (ZRB) is er de Baroniebokaal, een wisseltrofee. De Markregatta is een van de zeven wedstrijden waarbij de deelnemers in het C-veld meedingen naar de ZRB VIP-prijs. Ook telt de Markregatta mee voor het De Hoop Veteranenklassement.